# Lutuhynský rajón
Lutuhynský rajón (ukrajinsky Лутугинський район) byl rajón v Luhanské oblasti na Ukrajině. Hlavním městem bylo Lutuhyne a rajón měl v roce 2019 přibližně 66 tisíc obyvatel. 

## Sídla v rajónu
- Bile
- Biloričenskyj
- Čeljuskinec
- Heorhijivka
- Jurjivka
- Lutuhyne
- Marija (sídlo) (do roku 2016 Lenina)
- Uspenka
- Vrubivskyj